# Sanandadž
Sanandadž (perz. سنندج; poznat i kao Sanandedž, Sine) je grad u Iranu i sjedište Kurdistanske pokrajine. Smješten je u planinskom masivu Zagros, a od glavnog grada Teherana je udaljen oko 510 km. Grad je osnovan kao starovjekovna utvrda pod imenom Sisr u čijem se značenju krije zoroastrijski godišnji ritual. Gospodarstvo grada temelji se na proizvodnji tekstila, obuće, kože, mlijeka, kemikalija, papira, elektronike, metala i hrane. Najbrojnija etnička skupina u gradu su Kurdi, a zatim Perzijanci i Armenci. Prema popisu stanovništva iz 2006. godine u Sanandadžu je živjelo 311.446 ljudi.

## Poveznice
- Zračna luka Sanandadž

## Vanjske poveznice
- (perz.) [neaktivna poveznica]

Ostali projekti
|  | Zajednički poslužitelj ima još gradiva o temi Sanandadž |